# Jorge Garbajosa
Jorge Garbajosa Chaparro (Torrejón de Ardoz, Madrid; 19 de diciembre de 1977) es un directivo y exjugador de baloncesto español. Fue internacional con la selección española de baloncesto. Con 2,07 metros de altura, su puesto en la cancha era el de ala-pívot, aunque también se desenvolvía puntualmente en el puesto de alero. 
Tras su retirada fue presidente de la Federación Española de Baloncesto entre 2016 y 2023, cuando pasó a presidir FIBA Europa.

## Carrera

### Inicios
Comenzó la práctica del baloncesto en el club deportivo Parque Cataluña de Torrejón de Ardoz. Con apenas 16 años (1993) se trasladó a Vitoria (Álava) desde Madrid dejando su club el Juventud Alcalá para jugar con el Taugrés Baskonia (después Tau Cerámica Baskonia) donde creció como jugador. Tras una primera temporada de acoplamiento (la campaña 93/94) paso al nuevo equipo y a la nueva ciudad, Garbajosa logró con el Taugrés Baskonia el Campeonato de España Junior la temporada siguiente (la campaña 94/95), siendo uno de los artífices principales de este éxito. Esto le valió para que al año siguiente, se le tuviera en cuenta en el primer equipo, con el que debutó en Liga ACB con 18 años.
En su primera temporada en el primer equipo vitoriano (la campaña 95/96) logró la Recopa de Europa y año tras año, fue cogiendo confianza, progresando en su juego y siendo uno de los habituales en los quintetos iniciales del cuadro vitoriano. En la temporada 97/98 logró el subcampeonato de Liga y un año después la consecución de la Copa del Rey.

### Benetton Treviso
Tras la campaña 99/00, quizás la mejor de Garbajosa con la elástica blanca del Baskonia –fue representante vitoriano en el All-Star de la ACB-, tomó la difícil decisión de abandonar la entidad baskonista después de siete temporadas y hacer las maletas rumbo a Italia, donde jugaría en el Benetton de Treviso las siguientes cuatro campañas.
En 2000 tras recibir ofertas Real Madrid, Pau Orthez y Benetton Treviso, Jorge se decantó por el conjunto transalpino porque quería jugar en el extranjero y la liga italiana le parecía lo suficientemente dura y competitiva como para reivindicarse como jugador. Allí está a las órdenes de Mike D'Antoni y explota como jugador consiguiendo varios títulos de liga y copa de la liga italiana.

### Unicaja Málaga
Tras casarse, se trasladó a Málaga al fichar por el Unicaja Málaga que forma un equipo alrededor de él en un ambicioso proyecto dirigido por Sergio Scariolo. En Málaga demuestra Jorge el progreso que ha tenido desde que cuatro años atrás abandonase nuestra liga y llega cargado de humildad y trabajo pero con unas cualidades dignas de los mejores jugadores europeos en su puesto. Pronto se convierte en ídolo de la afición de Málaga, en su primera campaña (2004-05) y vestido de verde, conquista la Copa del Rey y es nombrado MVP del torneo.
Un año después (05/06) llega la eclosión con la consecución del campeonato liguero, consiguiendo como mérito personal ser elegido el ‘MVP’ de la final y entrar dentro del ‘Quinteto ideal de la ACB’.

### NBA

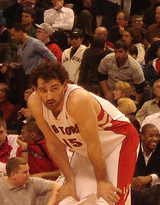
Jorge Garbajosa en un partido de Toronto Raptors.

En la NBA jugó para los Toronto Raptors, equipo canadiense de la NBA donde también jugaba el español José Manuel Calderón. Su actuación en el año de su estreno en la NBA fue muy destacada como lo demuestra el hecho de que fue proclamado como séptimo mejor rookie del año y el que fuera elegido en el quinteto ideal de la competición para jugadores de primer año. Garbajosa incluso logró hacerse con la distinción de mejor novato del mes de diciembre de la Conferencia Este, llegando a jugar el All Star con el conjunto de los rookies en Las Vegas 2007.
El 26 de marzo de 2007 sufrió una espectacular luxación de tobillo a pocos minutos de terminar el partido que enfrentaba a los Toronto Raptors con los Boston Celtics. Se le operó quirúrgicamente y su tiempo de recuperación (seis meses) hacía peligrar su participación en el europeo de baloncesto que se celebró en España. Finalmente, a pesar de que el 24-08-2007 los Toronto Raptors hicieran oficial su negativa a permitir que el jugador madrileño disputase el Campeonato de Europa de Baloncesto con la selección española, éste finalmente lo hizo gracias a un seguro médico (se habla de un montante de 600.000 € que abonará la Federación Española de Baloncesto) que cubre los posibles riesgos derivados de la lesión en favor del que era su equipo, los Toronto Raptors.
La temporada 2007-2008 comenzó mal para Garbajosa ya que jugaba muchos menos minutos que la anterior, incluso en varios partidos ni llegó a saltar a la cancha. Garbajosa insistía en que se encontraba perfectamente, pero el 27 de noviembre de 2007 le detectaron una necrosis y una fisura en la tibia por lo que tuvo que volver a ser intervenido, estimándose su plazo de recuperación en 2-3 meses.
En junio de 2008 rescindió el contrato que le vinculaba un año más con los Toronto Raptors, al estampar su firma en el acuerdo a cuatro bandas suscrito por la Federación Española de baloncesto, Toronto Raptors, Mutua Madrileña y el propio jugador, por el que rescindió su contrato con los Raptors y podría estar en Pekín para disputar los Juegos Olímpicos, cosa con la que su exequipo no estaba muy de acuerdo.
Tras la rescisión de su contrato diversos equipos NBA se mostraron interesados en contar con sus servicios. De entre todos la opción que llegó a tomar más fuerza fue la de la marcha del jugador a los L.A. Lakers donde hubiera coincidido con su compatriota Pau Gasol para cubrir la baja de Ronny Turiaf, aunque finalmente ninguna de las negociaciones con franquicias NBA llegó a fructificar.

### Rusia
El 24 de julio de 2008, firma un contrato por dos temporadas con el Khimki BC ruso, a razón de 3 millones de euros netos por temporada lo que le convertía en uno de los jugadores mejor pagados de toda Europa.
En su primer año, que a la postre sería el único, defendiendo los colores del Khimki, el jugador no tuvo mucha suerte con las lesiones y tuvo un rendimiento irregular durante toda la temporada. No obstante ayudó a su equipo a disputar las finales de la Eurocup y de la Liga de baloncesto de Rusia, competiciones de las que finalmente terminaría como subcampeón tras caer ante el Lietuvos Rytas y el CSKA Moscú respectivamente.

### Real Madrid
El 15 de agosto de 2009 el Real Madrid hizo oficial el fichaje del jugador por el club blanco por dos temporadas. Garbajosa, que se encontraba con la selección española preparando el Eurobasket 2009 de Polonia había recibido unos días antes el permiso del Khimki para negociar su marcha a España, ya que según palabras de los propios dirigentes moscovitas: "Entendíamos que Jorge quería acabar su carrera profesional en su país. Por eso no pusimos trabas a sus deseos".
El 24 de enero de 2011, el técnico Ettore Messina anuncia que no cuenta con él y el equipo blanco retira la ficha a Jorge Garbajosa, el club blanco le busca una salida.

### Vuelta al Unicaja Málaga
El 14 de marzo de 2011 el Unicaja de Málaga anuncia su fichaje, debutando nuevamente en el Palacio de los Deportes Martín Carpena frente a su exequipo el 19 de marzo de 2011.
Tras una discreta temporada 2011/12, en la que promedió 6.7 puntos por partido y en la que su equipo no pudo clasificar para los Play-Offs de la Liga ACB, el 28 de junio de 2012 anuncia su retirada del baloncesto profesional.

### Retirada
El 28 de junio de 2012 el jugador anunció públicamente su retirada poniendo fin a una trayectoria de 17 años como profesional y anunciando que desde ese momento se integraría a la estructura de la Federación Española de Baloncesto como parte de su cuerpo técnico.

### Selección nacional
Debutó como internacional con la Selección Nacional Absoluta el 20 de agosto de 2000 frente a Francia en partido amistoso preparatorio de los Juegos Olímpicos de Sídney 2000. Se ha proclamado campeón del mundo al ganar a Grecia en la final del Campeonato mundial de baloncesto de 2006 de Japón por una diferencia de 23 puntos, el 3 de septiembre. También fue elegido como miembro del quinteto ideal de la competición.
El 16 de septiembre de 2007 se convirtió en Subcampeón de Europa por segunda vez perdiendo la final del Eurobasket 2007 frente a Rusia. El 20 de septiembre de 2009 consiguió el oro con la selección española tras imponerse a Serbia en la final.
En junio de 2011 anunció en rueda de prensa que se retiraba de la selección, tras disputar con la roja 166 partidos.

### Presidencia de la FEB
Garbajosa se presentó a las elecciones a la presidencia de la Federación Española de Baloncesto (FEB) que se celebraron el 9 de julio de 2016. En estas elecciones venció a otras dos candidaturas y fue proclamado presidente.
Permaneció en el cargo hasta agosto de 2023, cuando presentó su dimisión para hacerse cargo de la presidencia de FIBA Europa.

## Estadísticas de su carrera en la NBA

### Temporada regular
| Año     | Equipo  | PJ | PT | MPP  | %TC  | %3P  | %TL  | RPP | APP | ROB | TPP | PPP |
| ------- | ------- | -- | -- | ---- | ---- | ---- | ---- | --- | --- | --- | --- | --- |
| 2006-07 | Toronto | 67 | 60 | 28.5 | .420 | .342 | .731 | 4.9 | 1.9 | 1.2 | .2  | 8.5 |
| 2007-08 | Toronto | 7  | 0  | 10.6 | .320 | .375 | .000 | 2.1 | .4  | .4  | .0  | 3.1 |
| Total   | Total   | 74 | 60 | 26.8 | .415 | .344 | .731 | 4.7 | 1.7 | 1.1 | .2  | 8.0 |

## Logros y reconocimientos

### Clubes
- Campeón de España Junior con el Baskonia. Temporada 1994-95.
- Campeón de la Recopa de Europa de baloncesto con el Baskonia. Temporada 1995-1996.
- Campeón de la Copa del Rey con el Baskonia. Temporada 1998-99.
- Campeón de la Liga de Italia con el Benetton Treviso, 2 veces. Temporadas 2001-02 y 2002-03.
- Campeón de la Coppa de Italia con el Benetton Treviso, 2 veces. Temporadas 2002-03 y 2003-04.
- Campeón de la Copa del Rey con el Unicaja Málaga. Temporada 2004-05.
- Campeón de la liga ACB con el Unicaja Málaga. Temporada 2005-06.

### Selección nacional
- en el Campeonato de Europa de Turquía 2001
- en el Campeonato de Europa de Suecia-2003
- en el Campeonato del Mundo de 2006 de Japón
- Campeonato de Europa de España 2007
- en los Juegos Olímpicos de Pekín 2008
- en el Campeonato de Europa de Polonia 2009

### Premios
- Integrante del Quinteto Ideal de la Euroliga en la temporada 2002-2003.
- Nombrado MVP de la Copa de Italia de la temporada 2003-2004.
- Nombrado MVP de la Copa del Rey de la temporada 2004-2005.
- Integrante del segundo quinteto de la Euroliga en la temporada 2005-2006.
- Integrante del quinteto ideal de la ACB en la temporada 2004-2005 y 2005-2006.
- Nombrado MVP de la Final de la ACB de la temporada 2005-2006.
- Integrante del quinteto ideal del Mundobasket de Japón 2006.
- Elegido para jugar el All Star de Rookies de la NBA en la temporada 2006/07
- Integrante del mejor quinteto de rookies de la NBA 2006-2007

### Honores
- Medalla de Oro de la Real Orden del Mérito Deportivo, otorgada por el Consejo Superior de Deportes (2011)
- Uno de los pabellones municipales deportivos de su localidad natal, Torrejón de Ardoz, lleva su nombre.
- En 2008, fue el pregonero de las Fiestas Populares de Torrejón de Ardoz.[17]
- En abril de 2009 es nombrado hijo predilecto de Torrejón de Ardoz, primera vez que se concede ese título honorífico en la localidad natal de Jorge Garbajosa.
- Jorge es fiel seguidor del Atlético de Madrid y realizó el saque de honor en el Vicente Calderón tras proclamarse campeón del mundo con la selección española en el Mundial de 2006.
- Formó parte del equipo de comentaristas de TVE de baloncesto en los Juegos Olímpicos de Londres 2012.
- Hall of Fame del Baloncesto Español (2024)